# Kino Wildenmann
Das Kino Wildenmann ist ein Kino in Männedorf im Kanton Zürich in der Schweiz. Ab den 2000er-Jahren wurde das Kino für die künstlerisch wertvolle Programmation von lokalen, kantonalen sowie nationalen Gremien mehrfach ausgezeichnet. Im Team arbeiten 9 Mitglieder. Der Saal hat eine Kapazität von 71 Plätzen.

## Geschichte
1983 gab es im Hotel Wildenmann bereits einen Filmclub. Ein Brand setzte diesem Filmclub dann ein Ende. Zwölf Jahre später, 1995, erstand dann die Kinogenossenschaft des Kinos Wildenmann.
2019 war das erfolgreichste Jahr des Kinos bis jetzt (2022). Die Jahre 2020 bis 2022 waren jedoch herausfordernd. Das Corona-Virus machte dem Kino zu schaffen. Dank der Genossenschafts-Struktur, den Unterstützungsgeldern vom Kanton Zürich und der Betriebsführung hat auch diese Zeit nicht dazu geführt, dass das Kino existenzgefährdet war.

## Filmfestival
Über die Gemeinde Männedorf hinaus ist das so genannte Filmfestival des Kinos bekannt. Es findet alle zwei Jahre (zuletzt nach Corona 2022) statt. Auf dem Platz vor dem Kino und im Kino werden Filme gezeigt. Auch für das leibliche Wohl wird gesorgt. Freiwillige Mitglieder und Unterstützer organisieren das Festival.